# Taufik Rosman
Taufik Rosman é editor da Wikipédia na Malásia. Em 2023, foi nomeado Wikimedista do Ano pelo co-fundador da Wikipedia, Jimmy Wales, no evento anual Wikimania 2023.